# A Little Bit of Heaven
A Little Bit of Heaven (bra: Pronta para Amar) é um filme de 2011 do gênero comédia romântica, estrelado por Kate Hudson e Gael Garcia Bernal.

## Sinopse
Marley Corbett (Kate Hudson), uma desencanada mulher com uma promissora carreira profissional, grandes amigos, e um senso de humor apimentado, descobre que é portadora de uma câncer de cólon em estado terminal, e sem possibilidade de cura por métodos tradicionais. Ela conhece um jovem médico, Dr. Julian Goldstein (Gael Garcia Bernal), um doutor de sucesso com experiências internacionais, que se impressiona com a capacidade de Marley em aceitar seu diagnóstico mantendo a alegria e o senso de humor. O filme desenrola com a relação de Marley e seus amigos, pais e namorado. Marley entende que não conseguirá sair dessa, e após visões de Deus (Whoopi Goldberg) ela decide entrar no mundo de sonhos que era flutuar para sempre, conforme dito por Pedacinho do Céu (Peter Dinklage), um anão contratado certa noite pelo seu vizinho, para fazer um programa de striptease. A partir disso, Marley e Julian encontram-se apaixonados, e irão fazer de tudo para aproveitar o tempo que ainda resta.

## Recepção
O filme recebeu diversas notas negativas ao extremo. A Rotten Tomatoes pontuou com 4% baseada em edições de 50 críticos. Peter Travers do Rolling Stone deu ao filme zero estrelas, chamando "droolingly stupid weepie", algo como estúpida baboseira choramingante.

## Elenco
- Kate Hudson como Marley Corbett
- Gael García Bernal como Julian Goldstein
- Kathy Bates como Beverly Corbett
- Lucy Punch como Sarah Walker
- Rosemarie DeWitt como Renee Blair
- Whoopi Goldberg como Deus
- Peter Dinklage como Vinnie
- Romany Malco como Peter Cooper
- Johann Urb como Doug